# Antelope Hills (Oklahoma)

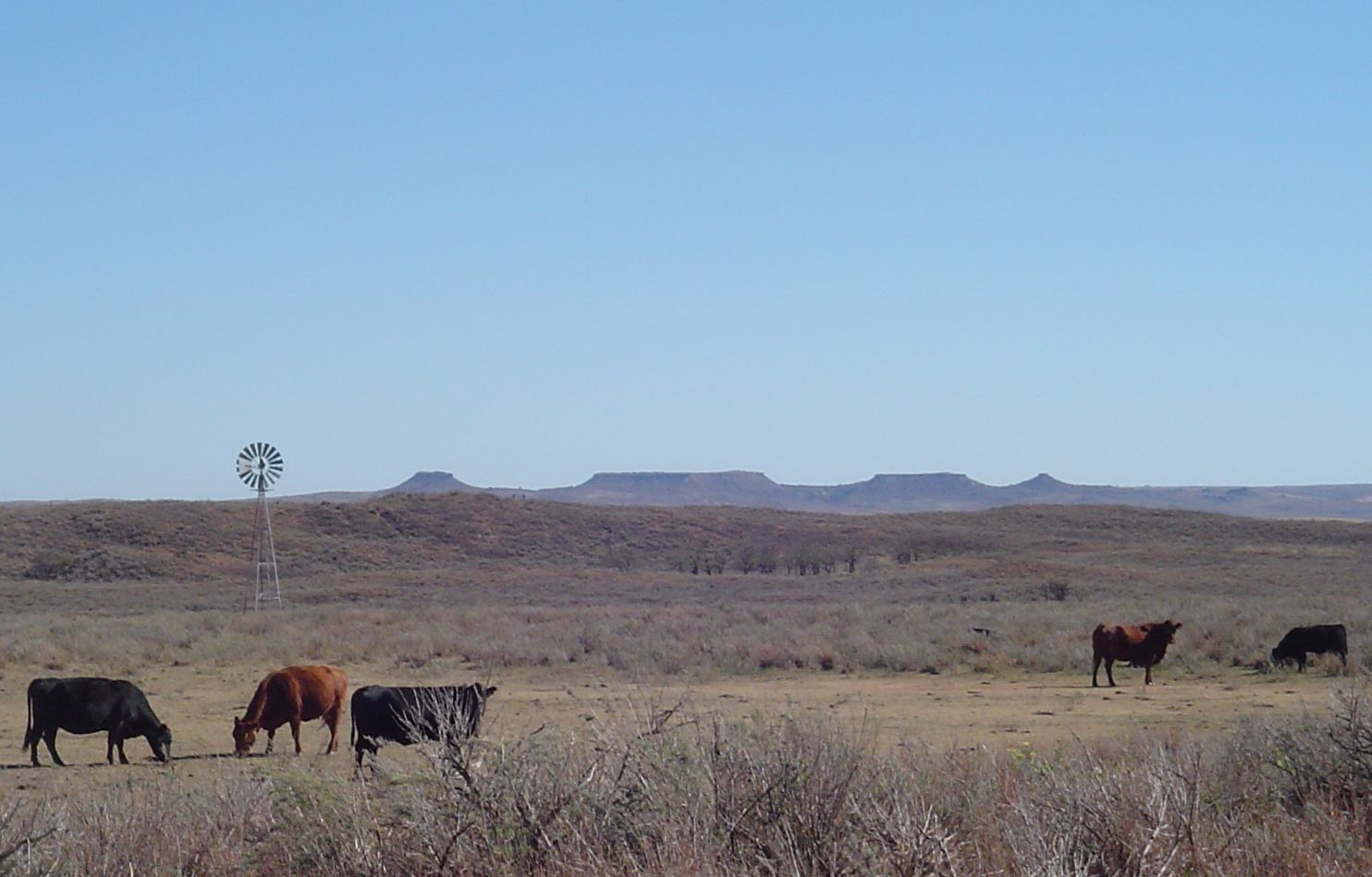
Antelope Hills

Les Antelope Hills sont des collines situées à l'ouest l'État américain de l'Oklahoma. Elles se trouvent dans le comté de Roger Mills, près de la frontière avec le Texas. Elles représentent un lieu important pour les Indiens des Plaines et sont classées au Registre national des lieux historiques. D'une altitude maximale de 792 mètres, elles appartiennent à l'ensemble naturel des Hautes Plaines qui se caractérisent par des précipitations assez faibles et de fortes amplitudes thermiques. Elles font partie du bassin d'Anadarko qui possède d'importantes réserves de pétrole. Le sous-sol est fait de roches sédimentaires (sable, argile, grave) qui se sont formées à partir des sédiments arrachés aux montagnes Rocheuses situées à l'ouest. 
La végétation dominante est la prairie avec quelques bosquets de peupliers, saules, mesquites et Genévrier de Virginie. La faune comprend des populations de Cerf hémione, Cerf de Virginie, pronghorn et de petits mammifères comme le lièvre et le lapin d'Amérique. On trouve également le Colin de Virginie, Dindon sauvage et le Faisan de Colchide. 
La région des Antelope Hills fut sans doute occupée à la fin de la Préhistoire. Le conquistador Francisco Vasquez de Coronado campa dans la région en 1541. Ce territoire fut intégré à la Louisiane française avant de devenir américain en 1803. Les pistes conduisant à la Californie les traversaient au temps de la ruée vers l'or. En 1867, les collines furent intégrées aux réserves des Indiens Cheyennes et arapahos jusqu'en 1892, lorsque la région fut transformée en comté du Territoire de l'Oklahoma. Aujourd'hui, les principales activités sont l'agriculture et l'exploitation du pétrole.